# Wilhelminer
Die Wilhelminer waren eine bayerische Adelsfamilie vor allem des 9. Jahrhunderts und gehörten zur bairischen Adelssippe Graman. Die Wilhelminer regierten die Pannonische Mark (ehemalige Awarenmark) der bairischen Marcha orientalis bis 871.
Wilhelm I. wurde als Graf des Traungaus Nachfolger seines Verwandten Graman. Graman hatte im Jahre 788 am Ybbsfeld als Königsbote gemeinsam mit Graf Otachar die Awaren besiegt. Ihren Aufstieg verdanken sie den Brüdern Wilhelm und Engelschalk I., den Söhnen des Stammvaters Wilhelm I.
Nach dem Tod der Brüder im Kampf gegen das Mährerreich (871) und der Volljährigkeit der nachkommenden Generation entbrannte ein Kampf zwischen den Wilhelminern und den Aribonen um den Besitz der Mark (882–884), bei dem die Wilhelminer Arnulf von Kärnten und Svatopluk I., den Herrscher des Mährerreichs, auf ihrer Seite hatten. Trotz dieser Unterstützung hatte sein Gegner Aribo, als Arnulf 887 König wurde, seine Macht soweit gefestigt, dass der neue König ihn bestätigte und Engelschalk II. fallen ließ.
Vor 893 entführte Engelschalk Arnulfs uneheliche Tochter Ellinrat (und heiratete sie vermutlich auch), um seinen Forderungen Nachdruck zu verleihen, musste dann aber nach Mähren flüchten. Zwar konnte er sich mit Arnulf aussöhnen, doch kam es dann 893 in Regensburg zu einer Verhandlung gegen Engelschalk – die vom bayerischen Adel initiiert wurde, um eine besondere Positionierung Engelschalks zu verhindern, und von der Arnulf keine Kenntnis hatte – in der er verurteilt und geblendet wurde.
Die Wilhelminer des 10. Jahrhunderts werden heute als „Jüngere Wilhelminer“ bezeichnet und finden sich in dieser Zeit im Salzburggau und Karantanien. Allerdings lag der größte Teil ihrer Grafschaften und Grundherrschaften in den Händen versippter Familien wie den Luitpoldingern und Sieghardingern. Die Salzburggauer Linie setzte sich in den Linien der Grafen von Raschenberg-Reichenhall und der Grafen von Plain und Hardegg fort und wirkten so bis ins 13. Jahrhundert im östlichen Markenraum politisch weiter.